# Gorno-Badakhxan
Gorno-Badakhxan és una divisió administrativa autònoma de Tadjikistan (de vegades traduïda com a districte, província, o regió, aquesta darrera és la més apropiada segon el nom original "oblast") anomenada en tadjik Вилояти Мухтори Кҳистони Бадахшон/Viloyati Mukhtori Kuhistoni Badakhxon; i en rus: Горно-Бадахшанская автономная область, ГБАО); és un territori muntanyós format essencialment per les muntanyes Pamir. Forma el 45% del territori del Tadjikistan però només el 3% de la població. El nom tadjik, Kuhistoni-Badakhxon (o Kohistan-Badakhxan) vol dir Badakxan Muntanyós, i és equivalent a Gorno-Badakhxan, derivat de Горный Бадахшан (Gornyy Badakhxan) que vol dir el mateix en rus.

## Història
El 1876 va començar la penetració colonial russa al Badakhxan i el 1885 es va fundar Fort Pamirskii a la riba del Murghab; el 1891/1892 després d'un xoc armat amb els afganesos a Yexil-Kul, els russos es van apoderar del Pamir oriental que va esdevenir un districte de l'oblast de Fergana. Sota administració del comandant del destacament militar. L'11 de març de 1895 un intercanvi de notes amb els britànics va determinar les fronteres al Pamir entre l'Afganistan, quasi protectorat britànic, i el kanat de Bukharà, protectorat rus. El Badakhxan propi va quedar en mans dels afganesos mentre la resta del Pamir (la part occidental) va passar a Bukharà.
A partir del 1917 no va tardar a establir-se el poder soviètic a Bukharà, i la regió del Pamir va ser objecte de lluites contra els basmatxis que van resistir fins al 1925.
El 2 de gener de 1925 es va crear amb les dues parts del Pamir rus la regió especial del Pamir part de la República Socialista Soviètica del Turquestan (fundada el 14 d'octubre de 1924). El desembre del mateix any el nom fou canviat a Regió Autònoma de Gorno-Badakhxan i integrada a la República Socialista Soviètica Autònoma del Tadjikistan (RSS el 1929). La capital fou establerta a Khorog o Kharogh.
A la caiguda de la Unió Soviètica, Tadjikistan va esdevenir independent i aviat va esclatar la guerra civil (1992). El govern de la regió va declarar la independència i el territori fou un feu de l'oposició. El govern regional finalment va retirar la declaració d'independència.

## Districtes
El 1951 la regió estava dividida en set districtes:
- Xughnan, capital Khorog
- Ixkaixim, capital Ixkaixim, incloent el Wakhan i la vall alta del Pandj
- Roxt-Kala, capital Roixt-Kala
- Roxan, capital Roixan
- Murghab, capital Murghab (antic Fort Pamirskii)
- Wantx, capital Wantx
- Bartang (suprimit el 1954 i dividit entre Roxan i Wanč)

Modernament es va crear el districte de Darvoz i els sis antics districtes es van conservar amb alguna variació del nom:
- Xughnon
- Ixkoxim
- Roixtqal'a
- Ruixon
- Murghob
- Vanj
- Darvoz

## Geografia
Les antigues muntanyes Imeon, modernes Pamir inclouen tres cim amb més de set mil metres: Ismail Samani (antic Puig del Comunisme) (7.495 metres), Ibn Sina (antic Puig de Lenin) (7.134 metres) i Korjenévskaia (7.105 m).

## Població
La major part de la població són anomenats tadjiks amb uns quants kirguizos i russos. La ciutat principal és Khorugh. La població total és de 18,000 (2008) dels que 29.000 (2008) a la capital; Murghab té 4.000 habitants i és la segona ciutat.
El 1962 la població total del Gorno-Badakhxan era de 62000 habitants (28924 al 1926). La seva població estava formada per kirguizos nòmades de la tribu Itxkilik (clans Kesek, Teit, Kipčak i Naiman) i tadjiks (que en realitat no són tadjiks sinó Ghalča o pobles del Pamir). Els segons eren el 85% de la població i estaven dividits en:
- Grup xughnano-roixan (uns 40000)
  - Shughni (hugni)
  - Rushani
  - Bartangi
  - Oroshor o oroshani
- Wakhi (uns 6000)
- Yazghulami o Yazgulyam (uns 2000)
- Ishkashimi (400 però 1500 més a l'Afganistan)
- Wanč o vanji (esdevinguts tadjiks amb pèrdua de la seva pròpia llengua fa uns dos segles)

Les poblacions parlen diversos dialecte del grup de llengües del Pamir Shughni, Rushani, Wakhi, Ishkashimi, Vanji (extingit el segle xix), Sarikoli, Bartangi, Khufi, Yazgulyam, i Oroshani.
La major part de la població són ismaïlites.